# Pabellón de China (Shanghái)

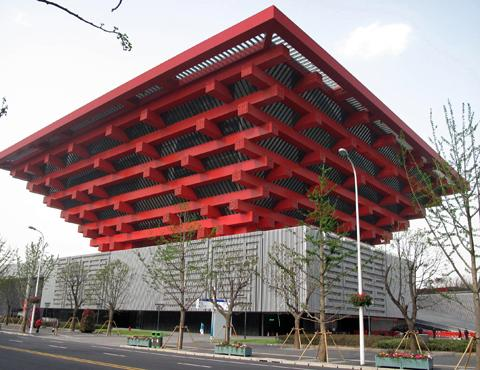
Vista del pabellón de China

El Pabellón de China es el edificio que representa al país anfitrión en la Exposición Universal de 2010 que se celebra en Shanghái entre el 1 de mayo y el 31 de octubre de 2010. Es conocido como la «Corona del Oriente» y tiene como objetivo mostrar la cultura y tradiciones chinas. El día de China en la Expo fue el 1 de octubre.
Está ubicado en la Zona A, al lado del Eje Expo. En la sección de entrada del pabellón se encontraban dos pabellones independientes de menores dimensiones que correspondían a las dos regiones especiales chinas: Hong Kong y Macao.
El edificio, cuyas obras comenzaron el 18 de diciembre de 2007, fue construido bajo el diseño del arquitecto chino He Jingtang. Está compuesto por el edificio en sí, de tres pisos, que alberga la exposición de China y por un pabellón a ras de suelo, que sirve de base al edificio y que engloba los pabellones de las provincias y regiones chinas). Es una de las cinco construcciones que permanecieron después de la conclusión de la exposición; al término de esta, fue trasformado en el Museo de la Exposición Universal.

## Arquitectura

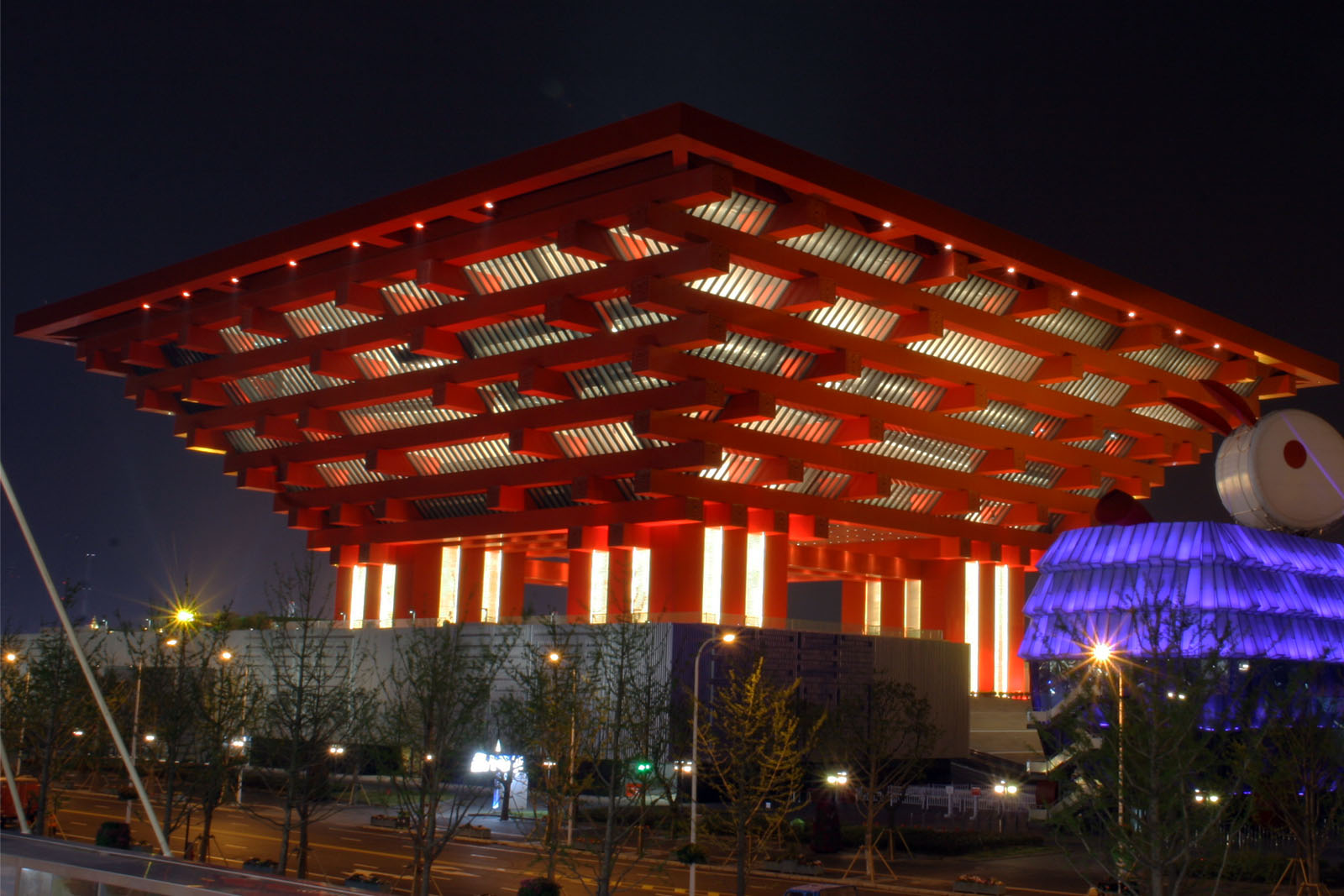
Vista nocturna, donde se puede apreciar el entramado de vigas al estilo dougong

El edificio, que está inspirado en la forma de las antiguas coronas imperiales chinas, asemeja una pirámide truncada invertida de base cuadrada, apoyada en cuatro columnas y erguida en una explanada con forma de podio. Ocupa un área de 140,000 m² y tiene una altura de 63 m.
La fachada está constituida por las cuatro amplias columnas, que sirven de acceso al pabellón, y el cuerpo central: la pirámide truncada. El cuerpo principal se compone de cinco niveles exteriores, de mayor superficie conforme se sube, soportados por medio de vigas de acero pintada de color rojo intenso (rojo "Gugong", el color utilizado en la construcción de la Ciudad Prohibida de Pekín) y grandes ventanas corridas de cristal oscuro. Las vigas están entrelazadas por medio de la técnica dougong, una forma estructural y ornamental tradicional china, y son en total 56, simbolizando así el número de nacionalidades que componen China. El techo está configurado como el esquema típico de un sudoku, diseño común en el plano urbano de ciudades como Pekín o Xian.
La base en forma de podio del edificio es asimismo una construcción de 45,000 m² que alberga los pabellones de las 28 diferentes provincias y regiones chinas, cuyos nombres están representados gráficamente en la pared exterior, por medio de la tradicional caligrafía china.
Las zonas exteriores están basadas en el diseño decorativo de jardines de la región histórica de Jiangnan (zona meridional del río Yangtsé). Hay pequeños pabellones acogedores y bellos estanques esparcidos por los jardines.

## Contenido
Durante el periodo de duración de la Expo, el tema del pabellón era «Sabiduría china en el desarrollo urbano», y estaba dividido en dos partes: la exposición sobre el país, albergada en las tres plantas del edificio, y las exposiciones de las provincias y regiones autónomas que lo componen, repartidas en la construcción que sirve de base al edificio. 
- Exposición de China – su misión era mostrar el desarrollo, características y avances en el desarrollo urbano de China desde tiempos antiguos hasta el presente. Ocupaba un área de 47.000 m² y estaba organizada en tres secciones, cada una en una planta, empezando por la parte superior:
  - "Huella oriental": mostraba las características y conocimientos chinos tradicionales en el desarrollo urbano. El recorrido comenzaba con la visita de una sala multimedia donde era proyectado un vídeo sobre la historia del éxodo rural chino experimentado drásticamente en las tres décadas pasadas, años de reforma y apertura en el país, sobre el entusiasmo común del pueblo chino por mejorar sus ciudades y sus expectativas de futuro. Después se recorrían tres salas expositivas con diferentes escenografías sobre las ciudades chinas en distintos períodos históricos, resaltando la pintura panorámica El festival Qingming junto al río.
  - "Viaje de experiencia": complementaba a la sección anterior. Se trata de un recorrido sobre un trenecito eléctrico que, apoyado en vistosos contenidos multimedia, invitaba al visitante a sumergirse por las calles y vistas de diferentes ciudades chinas en diversas épocas.
  - "Futuro con pocas emisiones": representaba las contribuciones y proyectos chinos sobre un proceso de urbanización futuro basado en un desarrollo sostenible, centrándose especialmente en la reducción de emisiones de gases de efecto invernadero.